# Жертвоприношения в предколумбова Америка
Жертвоприношенията в предколумбова Америка са религиозна практика, която е извършвана в контекста на някои от религиите на коренното население на Америка.
Произходът на тези практики е спорен, но не изключва заимстване от Стария свят и по-специално от финикийците или картагенците, т.е. че като цяло тази практика има евроцентричен произход и е привнесена отвън.  През 1872 г. близо до Парайба в Бразилия е открит камък с финикийски надпис. Почти цял век находката е смятана за фалшификация, но през 1968 г. това мнение е опровергано. Надписът съобщава за финикийски кораб, който обхождал африканския бряг, но бил отнесен от буря до брега на Бразилия по примера на Педро Кабрал, който опитвайки се през 1500 г. да обиколи Африка се отклонява от курса си и се озовава край бреговете на Южна Америка. През 1972 г. край Хондурас е открит картагенски кораб с товар от амфори. Изградена е и версия, според която индианците толтеки всъщност не са индианци а пуни, които след поражението на Картаген в Пуническите войни напускат Средиземноморието и се отправят към Западна Африка, откъдето мигрират до полуостров Юкатан в Мексико, където пренасят цивилизацията си. По-късно били победени от ацтеките. 
Въпреки че, жертвоприношенията са разпространени при ацтеките и предходно сред маите, те са проникнали и сред инките. През 16 век при проникването на испанците в Латинска Америка, те са добре документирани и не подлежат на съмнение.
Жертвоприношения се практикували в много култури в древния и особено в античния свят. Жертвите са били ритуално убивани по начин, предназначен да „успокои боговете“. Библейската историята на Авраам със сина му Исаак е показателен за скъсването с тази практика. Разкопките в двореца в Кносос показват, че първите жертви са древните гърци, но докато стария свят е проникнат от взаимовръзки между народите и културите, то в Новия свят тази практика се изпърво среща сред олмеките.